# Amina Satō
Amina Satō ou Sato, Satou, Satoh (佐藤亜美菜, Satō Amina, née le 16 octobre 1990 à Tōkyō, au Japon) est une chanteuse et idole japonaise, membre du groupe de J-pop AKB48 (team K). Elle est sélectionnée en 2007, et débute avec la team A en 2008. Elle rejoint la team B en mai 2010. Elle est surnommée Aminachyan et aminya par ses fans. Elle mesure 1,56 m et ses trois taille sont 83 - 61 - 89 cm.
En 2012, elle double l'une des héroïnes de la série anime AKB0048, et participe au groupe No Name créé dans le cadre de la série.

## Carrière
Elle commence sa carrière d'idole dans les années 2000 avec la compagnie Mai Promotion. Elle fit notamment apparition dans le programme d'idole "Idole beam".
Le 27 mai 2007, elle participe à l'audition d'AKB48 et fait sa première apparition sur scène le 7 juillet. Le 15 avril 2008, elle est promue dans la team A. Le 13 décembre 2011, elle passe avec succès  l'audition pour l'anime AKB0048. Le 26 avril, le groupe No Name est créé. Le 24 août 2012, lors du « AKB48 in TOKYO DOME ~1830m no yume~ » annoncé son transfert vers la team K.
Début 2014, elle annonce son départ d'AKB48 qui aura lieu le 15 janvier à la même année.